# Agrostis ushae
Agrostis ushae é uma espécie de gramínea do gênero Agrostis, pertencente à família Poaceae.